# Marc-Aurèle-Fortin
Pour les articles homonymes, voir Fortin.
Circonscription électorale fédérale du Canada
Marc-Aurèle-Fortin est une circonscription électorale fédérale au Québec (Canada).

## Géographie
La circonscription de Marc-Aurèle-Fortin est situé au centre-ouest de la région de Laval,  adjacente à la rivière des Mille Îles.
Les circonscriptions limitrophes sont Rivière-des-Mille-Îles, Thérèse-De Blainville, Alfred-Pellan, Vimy et Laval—Les Îles.

## Historique
La circonscription de Marc-Aurèle-Fortin est créée en 2003 avec des parties de Laval-Centre, Terrebonne—Blainville, Laval-Est et Rivière-des-Mille-Îles. Elle est alors située des deux côtés de la rivière des Mille Îles, chevauchant les régions administratives de Laval et des Laurentides. Elle est nommée en l'honneur du peintre québécois Marc-Aurèle Fortin. Lors du redécoupage électoral de 2013, elle est amputée de toute sa partie située au nord de la rivière, s'étendant en contrepartie dans Laval en récupérant des portions de Alfred-Pellan, Laval et Laval—Les Îles.

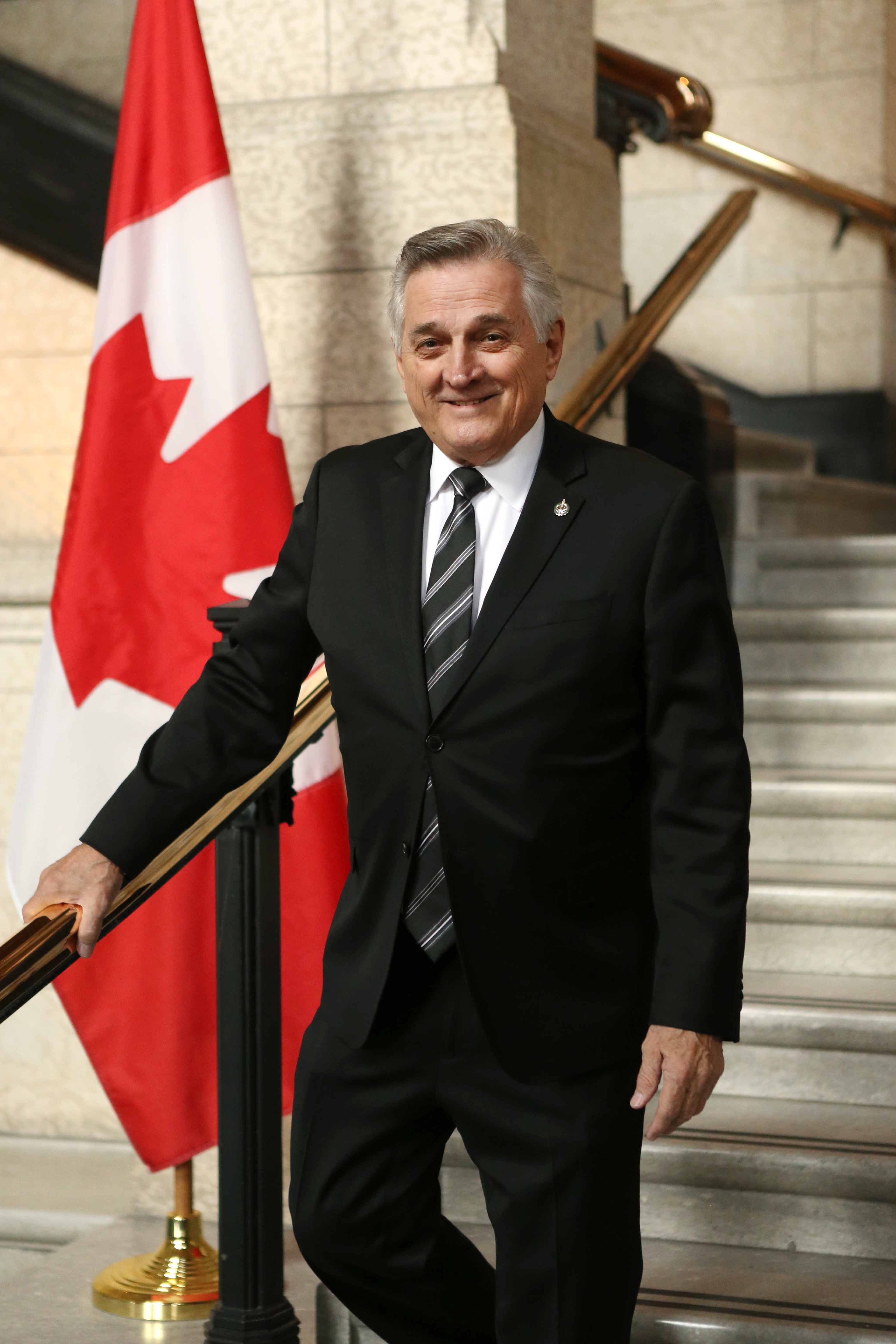
Yves Robillard

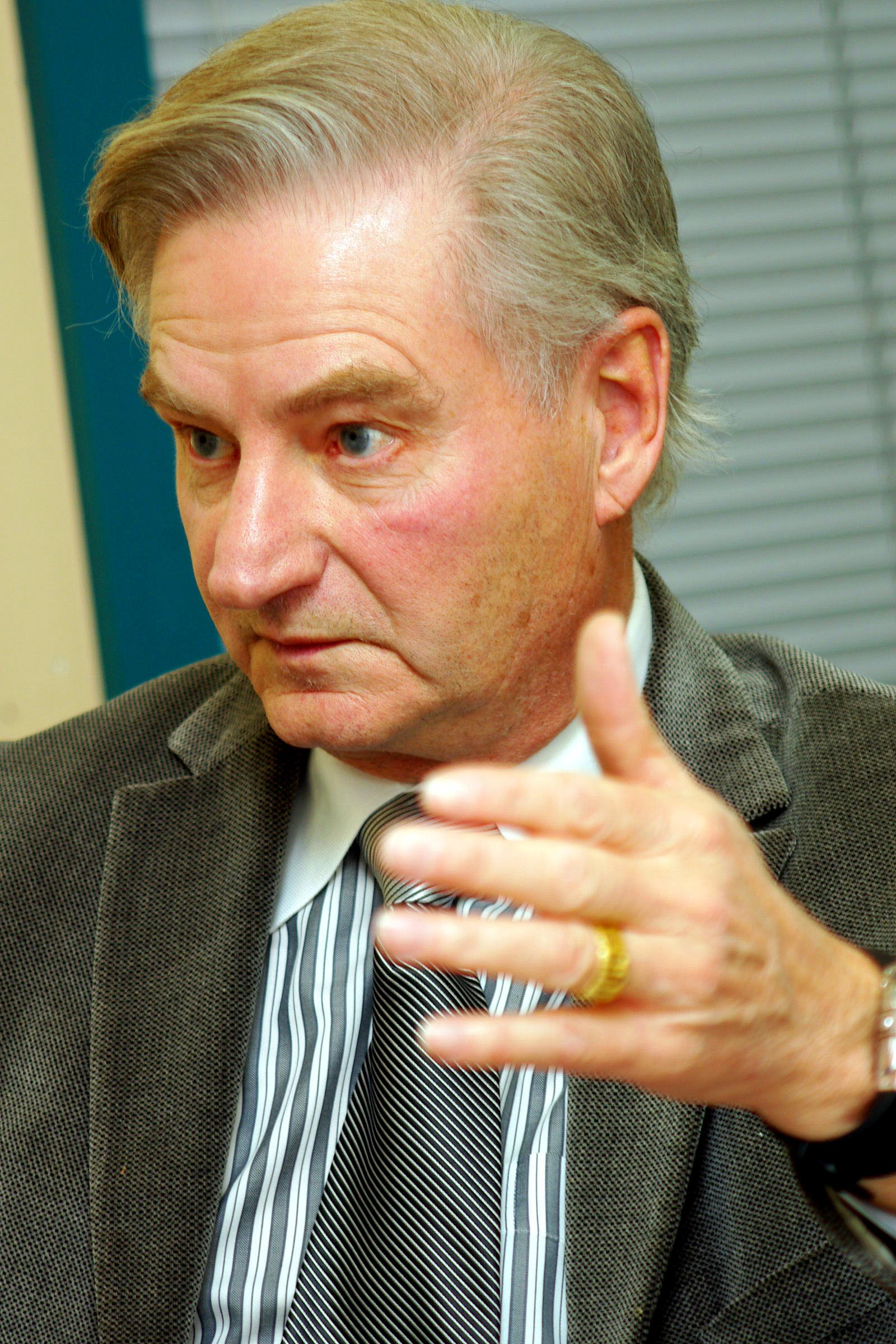
Serge Ménard

Lors du redécoupage électoral de 2022-2023, la circonscription conserve ses limites. La population est alors estimée à 104 636 habitants.

## Députés
| Législature                                                                                          | Années        | Député         | Parti | Parti          |
| --- | ------------- | -------------- | ----- | -------------- |
| Marc-Aurèle-Fortin issue de Laval-Centre, Terrebonne—Blainville, Laval-Est et Rivière-des-Mille-Îles |               |                |       |                |
| 38e                                                                                                  | 2004–2006     | Serge Ménard   |       | Bloc québécois |
| 39e                                                                                                  | 2006–2008     | Serge Ménard   |       | Bloc québécois |
| 40e                                                                                                  | 2008–2011     | Serge Ménard   |       | Bloc québécois |
| 41e                                                                                                  | 2011–2015     | Alain Giguère  |       | Néo-démocrate  |
| 42e                                                                                                  | 2015–2019     | Yves Robillard |       | Libéral        |
| 43e                                                                                                  | 2019–2021     | Yves Robillard |       | Libéral        |
| 44e                                                                                                  | 2021–2025     | Yves Robillard |       | Libéral        |
| 45e                                                                                                  | 2025–en cours | Carlos Leitão  |       | Libéral        |

## Résultats électoraux
Pour des raisons techniques, il est temporairement impossible d'afficher le graphique qui aurait dû être présenté ici.